# Jarużyn (wieś)
Jarużyn – wieś w Polsce, położona w województwie kujawsko-pomorskim, w powiecie bydgoskim, w gminie Osielsko.

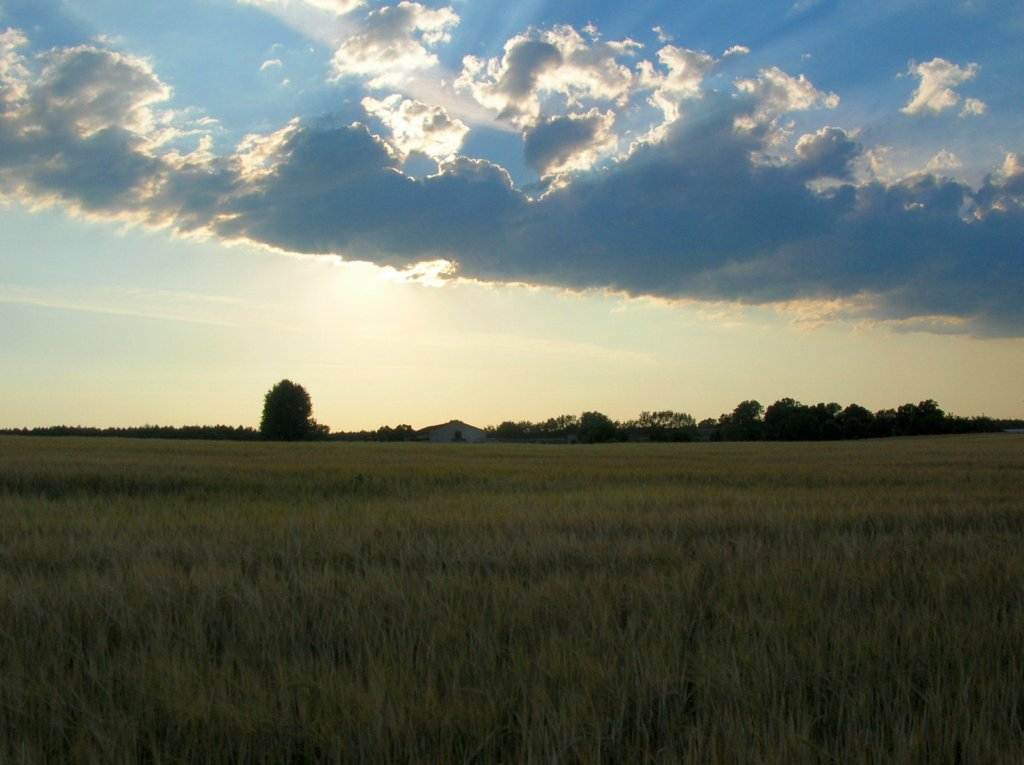
Pola uprawne w Jarużynie

## Podział administracyjny
W latach 1975–1998 miejscowość administracyjnie należała do województwa bydgoskiego.

## Szlaki turystyczne
Przez Jarużyn przebiega  Szlak zielony „Nadwiślański” 
Bydgoszcz Osiedle Leśne – Zamczysko – Strzelce Górne – Gądecz – Trzęsacz – Kozielec – Topolno – Świecie (55 km)

## Drogi wojewódzkie
We wschodniej części sołectwa (Dolina Dolnej Wisły) biegnie droga wojewódzka nr 243.

## Dawne cmentarze
Na terenie wsi zlokalizowany jest nieczynny cmentarz ewangelicki.

## Demografia
Według danych Urzędu Gminy Osielsko (XII 2022 r.) miejscowość liczyła 678 mieszkańców.